# EMI Films
EMI Films es una compañía británica dedicada a la producción y distribución de películas y programas de televisión. La compañía se formó después de que EMI tomara a Associated British Picture Corporation en 1968.
Entre sus principales éxitos en el área de producción se incluyen El cazador (ganadora del Óscar a mejor película en 1978), Asesinato en el Orient Express y Muerte en el Nilo.
En 1986 vendió su filmoteca a Cannon y continuó produciendo películas hasta 1990. En la actualidad, su filmoteca es propiedad de StudioCanal. EMI Films también era dueña de Estudios Elstree en Hertfordshire, Inglaterra, antes de que la compre el grupo Cannon en 1986.
- Datos: Q4353408